# René Jung
René Jung (* 8. Juni 1965 in Rostock) ist ein deutscher Kameramann.

## Leben
René Jung machte 1984 sein Abitur in Pritzwalk und arbeitete nach 3-jährigem Wehrdienst anschließend bis 1988 als Kameraassistent, bevor er von 1988 bis 1994 an der Hochschule für Film und Fernsehen „Konrad Wolf“ studierte. Seit 1992 arbeitet er als freier Kameramann in Fernsehen und Film. 1996 zog René nach Los Angeles, wo er eine Firma gründete und ebenfalls als Kameramann, vorrangig fürs Deutsche Fernsehen sowie amerikanische Independent Spielfilmproduktionen, arbeitet. René ist verheiratet mit Amelia Nalli und hat einen Stiefsohn und eine Tochter.

## Filmografie (Auswahl)
- 1994: Die Olsenbande (Dokumentation)
- 1995: Cuba Sigrid
- 1995: Das Geheimnis
- 1997: FBI - Wie wird man Agent
- 1998: Mrs. Richards, maybe….?
- 1999: California’s Prospectors (Dokumentation mit Re-enactment)
- 2001: Rail Kings
- 2002: On the Warpath
- 2003: 3 Below
- 2003: Flattbush – Question Authority (Musikvideo)
- 2004: Debussy has left the Building
- 2004: GEO 360 – Bike Aid – Kalifornien auf die harte Tour
- 2004: My Life is a Sitcom (Reality Show)
- 2004: Nevada Test Site (SPIEGEL-TV)
- 2004: Talent - A Hollywood Gothic
- 2005: The Legend of Tillamook’s Gold
- 2005: The Bituminous Coal Queens of Pennsylvania
- 2007: The 13th Alley
- 2008: Albino Farm
- 2008: Versailles (Web-Serie)
- 2009: From Grace
- 2009: Red Border
- 2011: For What Is
- 2011: Life Support
- 2012: Amnesia – Who Are You?
- 2013: Brad’s Untitled Restaurant Project
- 2014: GEO 360  – Redwoods
- 2016: Best Fake Friends
- 2016: Liberty
- 2017: Imprisoned
- 2018: Anonymous Content
- 2019: Jane Doe
- 2020: Domestic Help
- 2021: Der Germinator – Ein deutscher Cop in Texas (Fernsehserie, 8 Folgen)

(Quelle:)